# Thomas Borer
Pour les articles homonymes, voir Borer (homonymie).
Thomas Borer-Fielding, né le 29 juillet 1957 à Bâle, est un diplomate qui fut en particulier ambassadeur de Suisse en Allemagne.

## Biographie
Il suit ses études à l'université de Bâle où il obtient un doctorat en droit en 1985, tout en travaillant pour le Credit Suisse Group à Genève.

### Diplomate
Il rejoint le Département fédéral des affaires étrangères (DFAE) comme diplomate en 1987. Il y obtient, entre 1989 et 1993 la position de vice-directeur de la section responsable du droit international. En 1993, il rejoint l'ambassade de Suisse à Washington. En 1994, il est nommé secrétaire général suppléant du DFAE en Suisse par le Conseil fédéral. À ce titre, il est nommé le 25 octobre 1996 comme chef de la task force chargée de travailler sur les avoirs en déshérence des victimes des nazis lors de la Seconde Guerre mondiale.
Il est ensuite nommé comme ambassadeur de Suisse à Berlin le 31 mars 1999 et prend ses fonctions le 21 septembre de la même année. À ce poste, et contrairement à la majorité de ses collègues, il est souvent cité dans la presse de boulevard, pour son style volontairement négligé ainsi qu'à la suite de son mariage avec Shawne Fielding, ancienne reine de beauté et actrice. Le couple, très populaire à Berlin, véhicule alors une image de jet-set que cela soit lors de l'organisation de réceptions ou dans les différentes émissions de télévision où ils apparaissent.
En mars 2002, le magazine de boulevard Blick dévoile, photos à l'appui, une relation que Thomas Borer aurait avec Djamila Rowe, qui aurait été reçue, d'après le journal, à plusieurs reprises à l'ambassade en l'absence de Shawne Fielding. Ces informations ont été confirmées dans un premier temps par Djamila Rowe, avant que celle-ci ne se rétracte.
À la suite de cette affaire et de la publicité qui lui a été donnée dans la presse suisse et allemande, le Conseiller fédéral Joseph Deiss décide de le rappeler en Suisse, où il présente sa démission. L'éditeur ainsi que le rédacteur en chef du Blick ont tous deux, en juillet 2002, présenté leurs excuses au couple Borer pour cette affaire, alors que le magazine est condamné dans le même temps à leur verser des dommages-intérêts pour un montant de 1,7 million de francs suisses.

### Consultant
À la suite de sa démission, Thomas Borer travaille comme consultant, conseiller stratégique et lobbyiste pour des entreprises en Allemagne, en Suisse et aux États-Unis, ainsi que pour le gouvernement du Kazakhstan.

## Publication
- (de) Public Affairs: Bekenntnisse eines Diplomaten, München, Econ, 2003 (ISBN 978-3430115674)

### Documentation
- (de) Philippe Pfister et Oliver Zihlmann, Der Fall Borer. Fakten und Hintergründe eines Medienskandals, Zürich, Werd, 2003.
- Gregg J. Rickman, Swiss Banks and Jewish Souls, New Brunswick, USA, Transaction Publishers, 2006, 294 p. (ISBN 1-56000-426-6).

#### Presse
- Thomas Borer (interviewé) et Valère Gogniat, « Les Suisses sont parfois si naïfs... », Le Temps,‎ 20 octobre 2014.
- Laurent Yann, « Thomas Borer, « diplomate joyeux », plonge à nouveau la Suisse dans l'embarras », Le Monde,‎ 17 juillet 2002.
- (en) Carol J. Williams, « Swiss Give Their Berlin Envoy the Boot », sur Los Angeles Times, 12 avril 2002 (consulté le 23 septembre 2019).
- (de) « Djamila Rowe: Ich hatte nie Sex mit Borer », sur Boulevard Berlin, 8 juillet 2002 (consulté le 23 septembre 2019)
- (en) Fiona Fleck, « Swiss ambassador sacked over 'affair with model' », sur The Telegraph, 11 avril 2002 (consulté le 23 septembre 2019)
- « Thomas Borer rappelé à Berne », sur Swiss Info, 10 avril 2002 (consulté le 23 septembre 2019)
- (de) « Der Fall Borer: Protokoll einer Skandalierung », sur Rhetorik, 14 avril 2002 (consulté le 23 septembre 2019)
- (it) « Diplomatico "sotto silenzio" dopo un'infelice battuta in TV », sur Swiss Info, 19 novembre 2000 (consulté le 23 septembre 2019)
- (de) « Djamila Rowe: Ich hatte nie Sex mit Borer », sur Boulevard Berlin, 8 juillet 2002 (consulté le 23 septembre 2019)
- Chuard, « L'ex-ambassadeur, l'ex-Miss Texas et les coups bas », Tribune de Genève,‎ 31 août 2010.
- (de) « Borer und die Medien », sur Rhetorik, 14 juillet 2002 (consulté le 23 septembre 2019)
- (en) Elizabeth Olson, « Swiss Ambassador Is Recalled After a Scandal Too Many », sur The New York Times, 11 avril 2002 (consulté le 23 septembre 2019)
- (en) « Swiss party-going diplomat called home », sur BBC, 10 avril 2002 (consulté le 23 septembre 2019)
- T.T., « Je ne regrette aucun de mes choix », Tribune de Genève,‎ 8 octobre 2013.
- « Borer en papa poule », Tribune de Genève,‎ 8 octobre 2013.
- Marion Georges, « Thomas Borer, un ambassadeur bien trop joyeux pour la diplomatie suisse », Le Monde,‎ 13 avril 2002.
- Peter Rothenbühler, « Les Borer. Honni soit qui mal y pense », Le Temps, no 870,‎ 23 novembre 2000.
- François Modoux, « L'affaire Borer ne fait pas rire l'Allemagne », Le Temps, no 1303,‎ 10 avril 2002.
- Yves Petignat, « Coup de théâtre dans l'affaire Borer: celle par qui le scandale est arrivé se rétracte », Le Temps, no 1377,‎ 8 juillet 2002.